# 奈茨維爾 (印第安納州)
奈茨維爾（英語：Knightsville）是一個位於美國印地安納州克萊縣的城鎮。

## 地理
奈茨維爾的座標為39°31′34″N 87°05′27″W / 39.52611°N 87.09083°W，而該地的平均海拔高度為199米（即653英尺）。

## 人口
根據2010年美國人口普查的數據，奈茨維爾的面積為2.69平方千米，當中陸地面積為2.69平方千米，而水域面積為0.00平方千米。當地共有人口872人，而人口密度為每平方千米324人。